# Douglas Lundgren
James Douglas Lundgren, född 5 oktober 1900 i Göteborg, död 1972, var en svensk affärsman, grosshandlare och VD i Thé-firman James Lundgren & Co i Göteborg.

## Biografi
Douglas Lundgren studerade vid bl.a. Göteborgs Handelsinstitut. Efter genomförda affärsstudier i London och Hamburg blev han 1921 VD i Thé-firman James Lundgren & Co i Göteborg, som etablerades 1888. Han var revisor i Göteborgs Vanföreanstalt samt styrelseledamot i Göteborgs Djurskyddsförening och Kemisk-Tekniska och Livsmedelsfabrikanters Förening (KeLiFa) i Stockholm.

## Familj
Douglas Lundgren var son till grosshandlare James Lundgren och Alma Andersson. Han gifte sig 1926 med Aina Andersson och de fick dottern Gerd 1927.

## Ida Trotzig
Japanologen Ida Trotzig blev 1921 anställd av James Lundgren & Co.